# Âme de traître
Pour plus de détails, voir Fiche technique et Distribution.
Âme de traître (ou Fleur des maquis) est un film muet français réalisé par Georges Denola, sorti en 1911.
Le film est une adaptation de la nouvelle Anna Dea de Georges de Lys.

## Fiche technique
- Titre : Âme de traître
- Titre de travail : Fleur des maquis
- Réalisation : Georges Denola
- Scénario : Georges de Lys d'après sa nouvelle Anna Dea
- Photographie :
- Montage :
- Société de production : Société cinématographique des auteurs et gens de lettres (S.C.A.G.L.)
- Société de distribution : Pathé frères
- Pays d'origine :  France
- Langue : film muet avec les intertitres en français
- Métrage : 250 mètres
- Format : Noir et blanc — 35 mm — 1,33:1 — Muet
- Genre : Film dramatique
- Durée : 8 minutes
- Date de sortie : 
  - France : 26 avril 1911

## Distribution
- Théodore Thalès dit le mime Thalès : Orlando, le traître
- Gorde	: Guido
- Rose Dione : Gine Déa
- Auguste Mévisto
- Georges Paulais
- Gaston Sainrat
- Madeleine Fromet
- Anatole Bahier
- Jean Sylver
- Édouard Delmy
- Edmond Calvin
- Madame Massila
- Chauveau
- Cressonnier
- Anthonin
- Longuépée
- Gallois
- Caillet
- Rumeau